# Chillwagon (album)
Chillwagon – pierwszy album studyjny zespołu Chillwagon. Został wydany 6 grudnia 2019 roku nakładem założonej dla zespołu wytwórni Chillwagon.co. Single zostały wydane w latach 2018–2019 w serwisie YouTube.
Album znalazł się na pierwszym miejscu listy OLiS. We wrześniu 2022 nagrania uzyskały certyfikat platynowej płyty za sprzedaż ponad 30 tys. egzemplarzy.

## Lista utworów
1. „Chillwagon” – 3:17
2. „Flaga” – 3:07
3. „Kwit” – 4:07
4. „Stukupuku” – 3:48
5. „Rower” – 4:27
6. „Góra trupów” – 2:56
7. „@” – 5:03
8. „Wowowo remix” – 4:15
9. „Jolka” – 3:23
10. „Tęczowy music box” – 2:54
11. „Kostka rubika” – 4:25